# 荒野の墓標
『荒野の墓標』（イタリア語: Dove si spara di più, スペイン語: La furia de Johnny Kidd, Ultimate Gunfighter）は、1967年に公開されたジャンニ・プッチーニ監督によるイタリア・スペイン合作の映画である。映画はイタリア語版とスペイン語版でエンディングが異なる。ウィリアム・シェイクスピアの悲劇『ロミオとジュリエット』を翻案したマカロニ・ウエスタンである。ポール・ナッシーはこの映画で助監督を務め、プッチーニー監督と次回の仕事も一緒にする予定であったが、ブッチニーは1968年12月にローマで亡くなった。

## キャスト
| 役名             | 俳優                       | 日本語吹替                           |
| 役名             | 俳優                       | フジテレビ版                         |
| ---------------- | -------------------------- | ------------------------------------ |
| ジョニー         | ピーター・リー・ローレンス | 堀勝之祐                             |
| ジュリエッタ     | クリスティーナ・ガルポ     | 池田昌子                             |
| ロザリンド       | マリア・クアドラ           | 北浜晴子                             |
| レフティ         | アンドレス・メフト         | 高塔正康                             |
| ロドリゴ         | ピーター・マーテル         | 青野武                               |
| クーパー保安官   | ピエロ・ルッリ             | 藤本譲                               |
| ビル・マウンター | ルイス・インデュニ         | 杉田俊也                             |
| ジョニーの母     | アナ・マリア・ノエ         | 島美弥子                             |
| カンポス家当主   | イグネル・アルベルト       | 加藤精三                             |
|                  |                            |                                      |
| 演出             | 演出                       | 中野正記                             |
| 翻訳             | 翻訳                       | 山田実                               |
| 効果             |                            |                                      |
| 調整             |                            |                                      |
| 制作             |                            |                                      |
| 解説             | 解説                       | 高島忠夫                             |
| 初回放送         | 初回放送                   | 1975年6月20日 『ゴールデン洋画劇場』 |